# Свєдомський Павло Олександрович
Павло Олександрович Свєдомський (рос. Павел Александрович Сведомский; нар. 7 червня 1849, Санкт-Петербург, Російська імперія — пом. 27 серпня 1904, Рим, Італія) — російський художник.

## Життєпис
Павло Свєдомський народився 7 червня 1849 року в Санкт-Петербурзі, у родині титулярного радника, лісничого Олександра Павловича Свєдомського. Молодший брат художника Олександра Свєдомського. Після закінчення Петербурзької гімназії Павло вчилися у Гірському корпусі в Санкт-Петербурзі.
Навчався в Дюссельдорфській академії мистецтв у майстерні Мігая Мункачі.
У 1873 році отримав від Імператорської академії мистецтв звання почесного вільного общника.
З 1875 року, разом з братом Олександром, жив у Римі. У 1879 році Павло Свєдомський отримав срібні медалі Імператорської академії мистецтв за картини «Москва горить» та «Дочка Камелії».
Мешкаючи постійно в Італії, Павло Свєдомський разом з братом щоліта повертався у свій родовий маєток Завод Михайлівський поблизу Сарапула, де багато працював, писав місцеві пейзажі, портрети своїх службовців, ескізи та історичні полотна.
У 1900 році був удостоєний золотої медалі на Всесвітній виставці в Парижі за картину «1793 рік. Жакерія».
З 1889 до 1894 року працював над розписами Володимирського собору разом з Віктором Васнєцовим, Михайлом Нестеровим, Вільгельмом Котарбінським. Пензлю Павла Свєдомського належать розписи в південному нефі «Воскресіння Лазаря» та «Моління про чашу» в північному нефі, а також «В'їзд Господній у Єрусалим», «Таємна вечеря», «Суд Пілата», «Святий дух над водами», три медальйони «Творення світу» (понеділок, вівторок, середа), «Вознесіння» та «Хор ангелів».

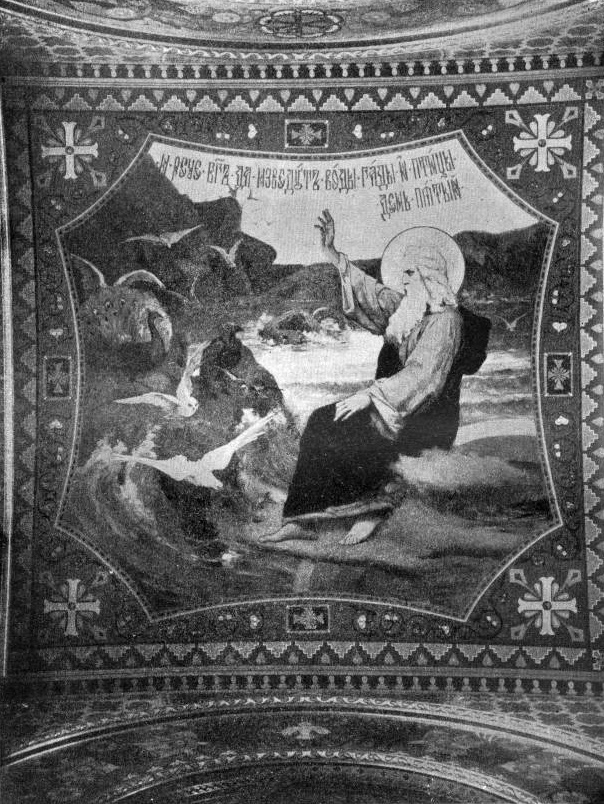
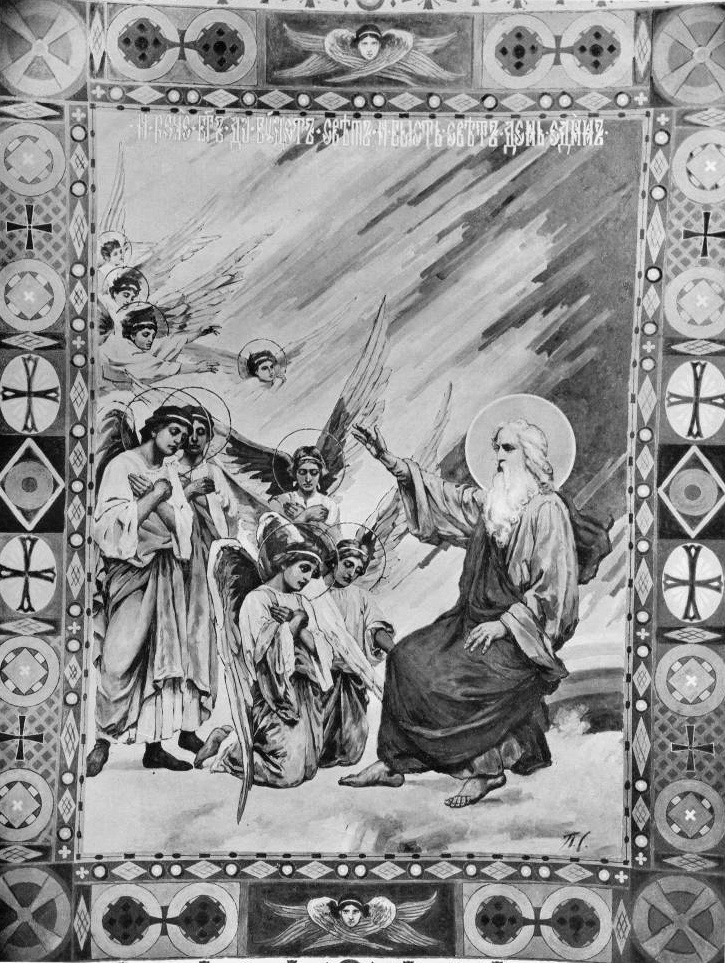
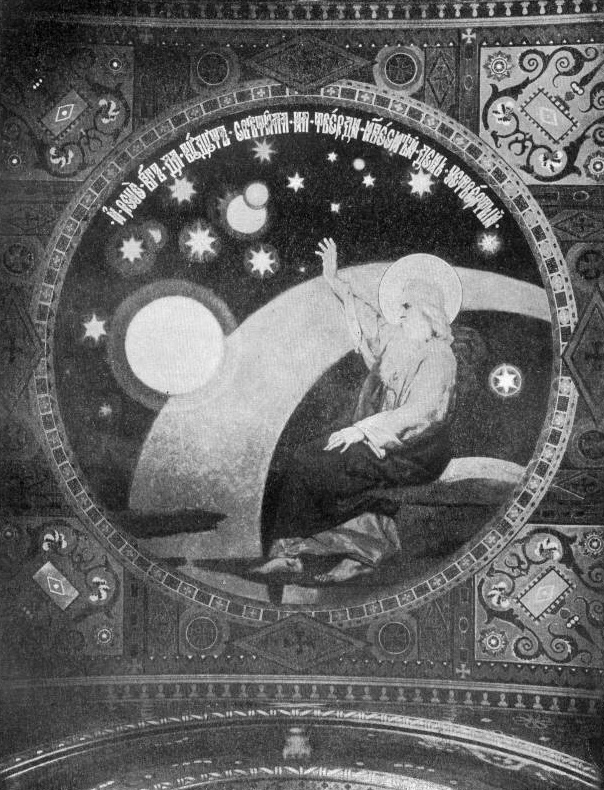
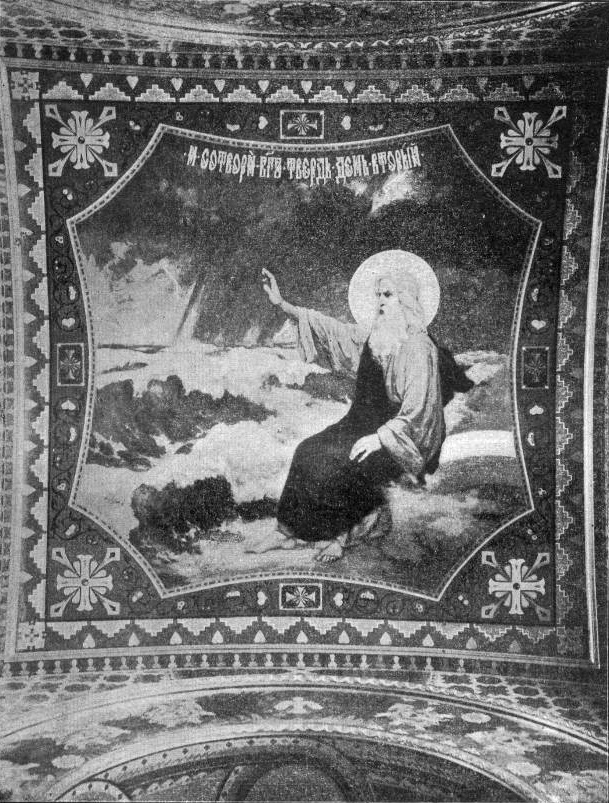
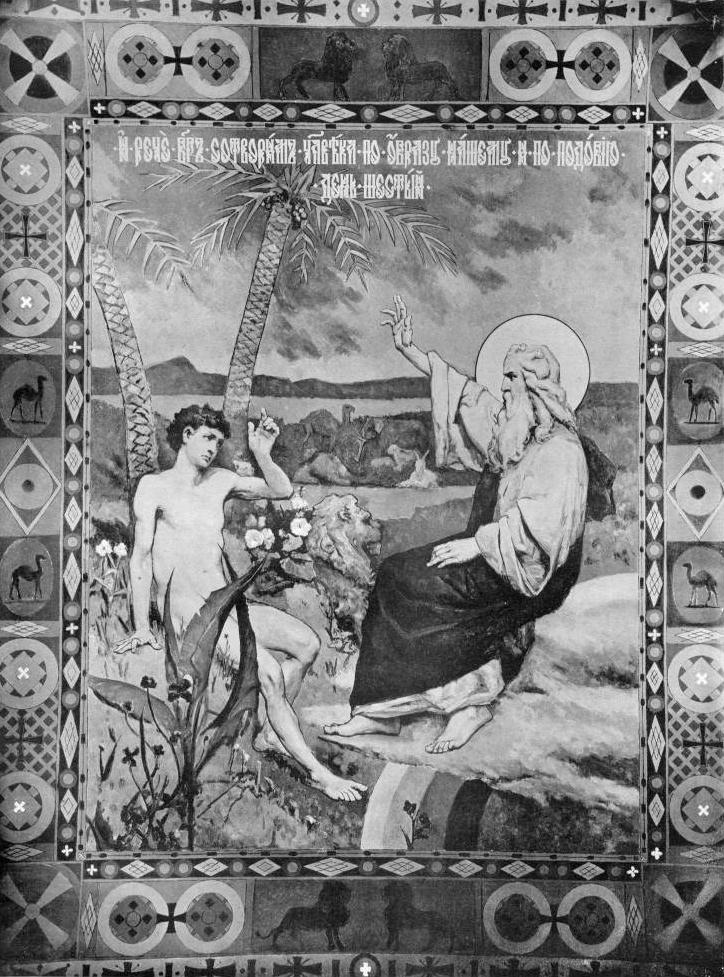
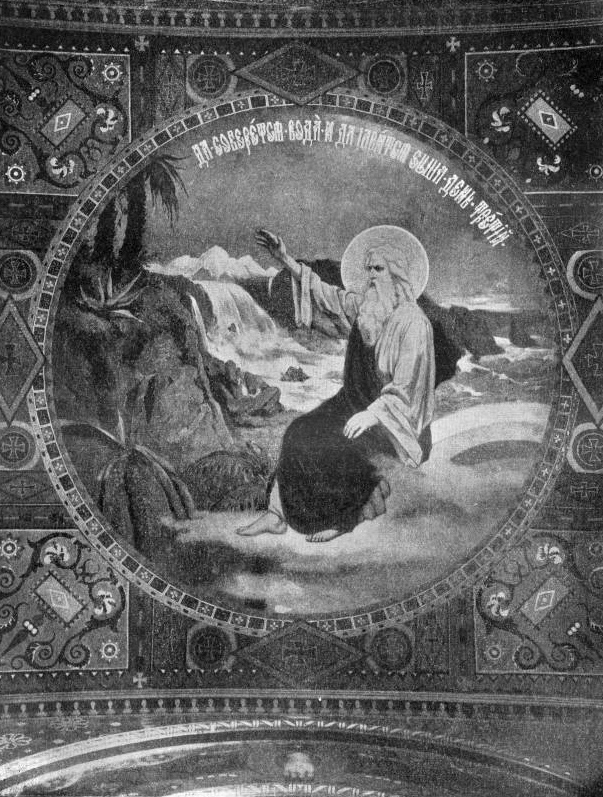

На запрошення українського мецената Терещенка розписував Трьоханастасіївську церкву в Глухові.
Помер Павло Свєдомський 27 серпня 1904 року в Римі, Італія. Похований на цвинтарі Тестаччо в Римі.

## Доробок

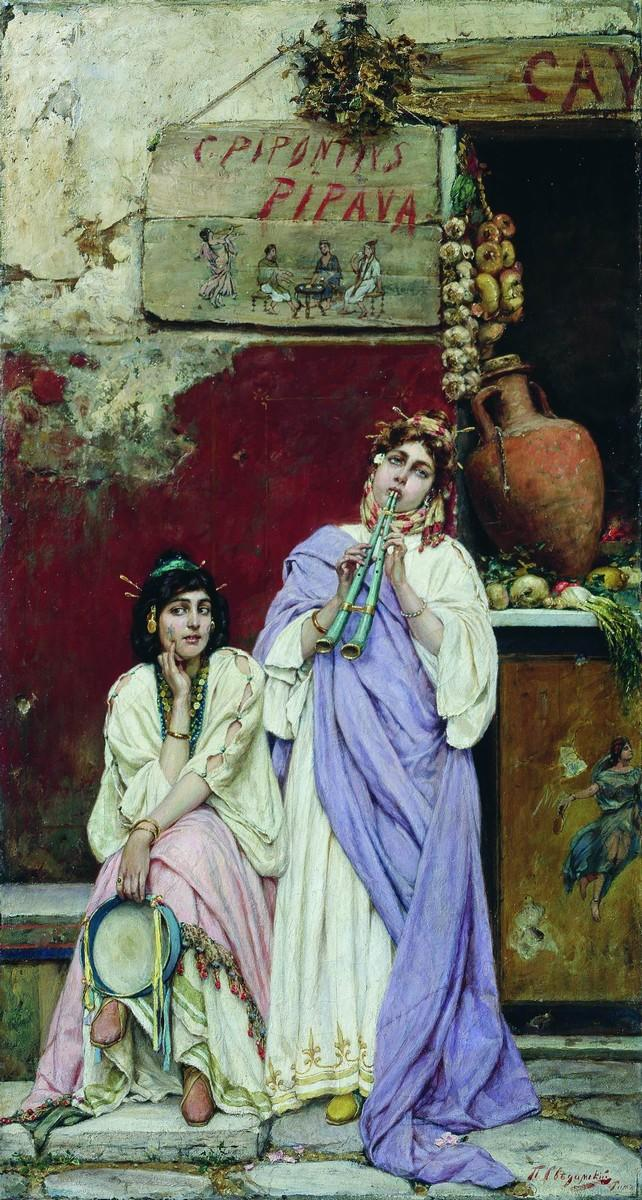
Дві римлянки з бубном та флейтою
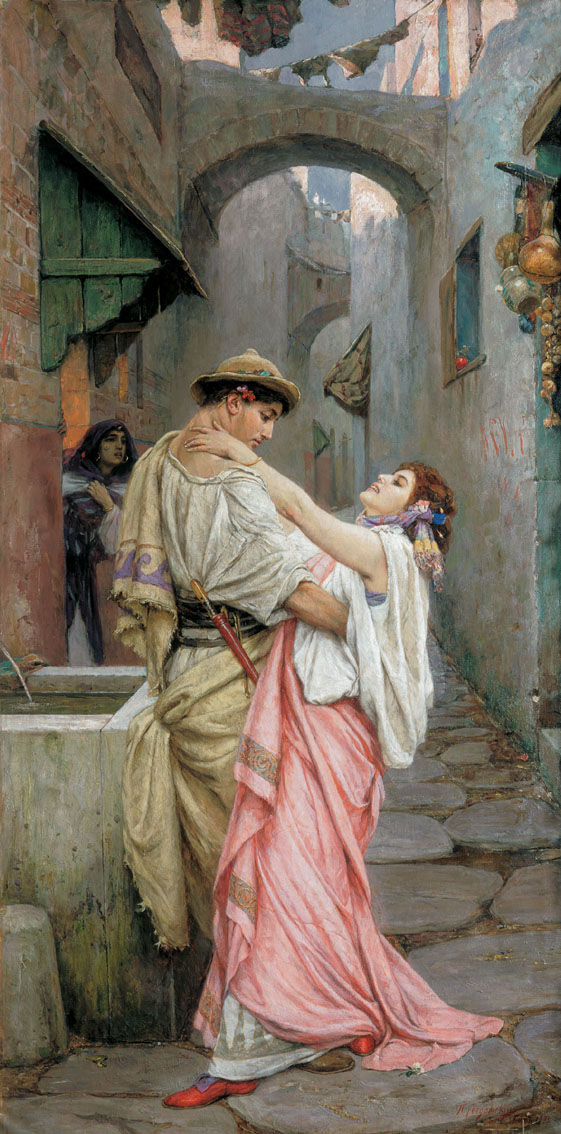
Мессаліна
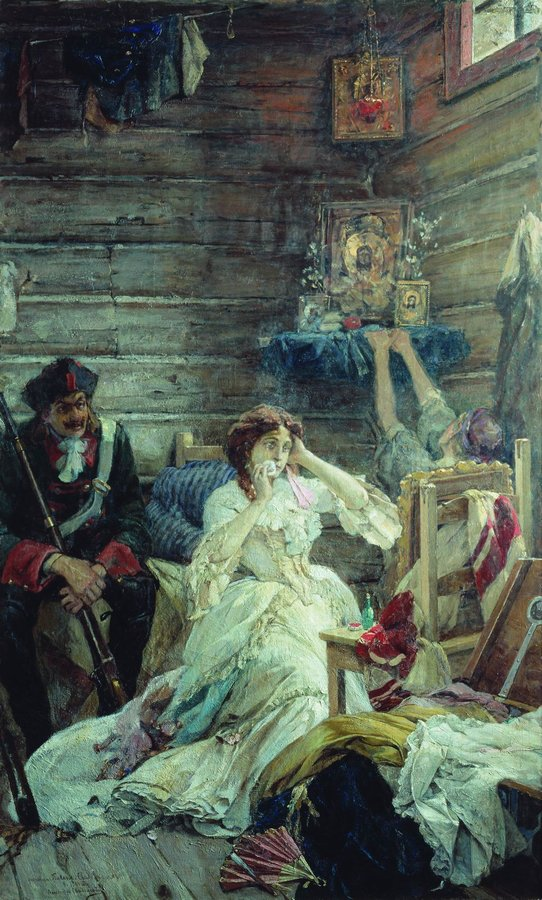
Мері Гамільтон перед стратою
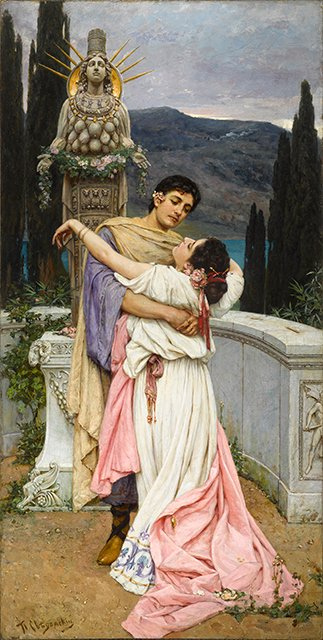
Поцілунок
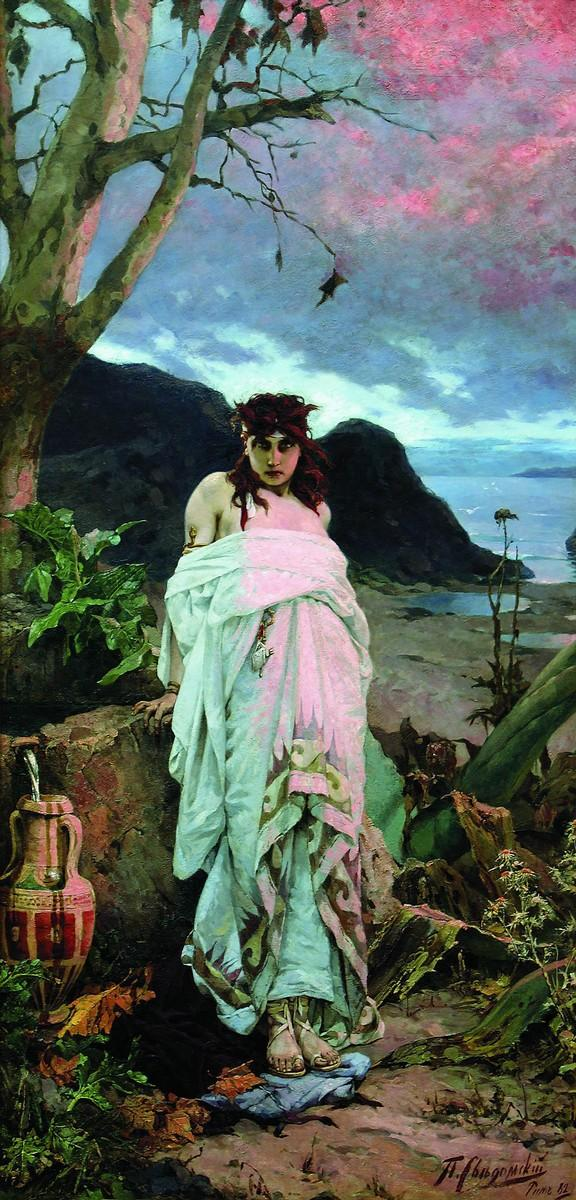
Медуза
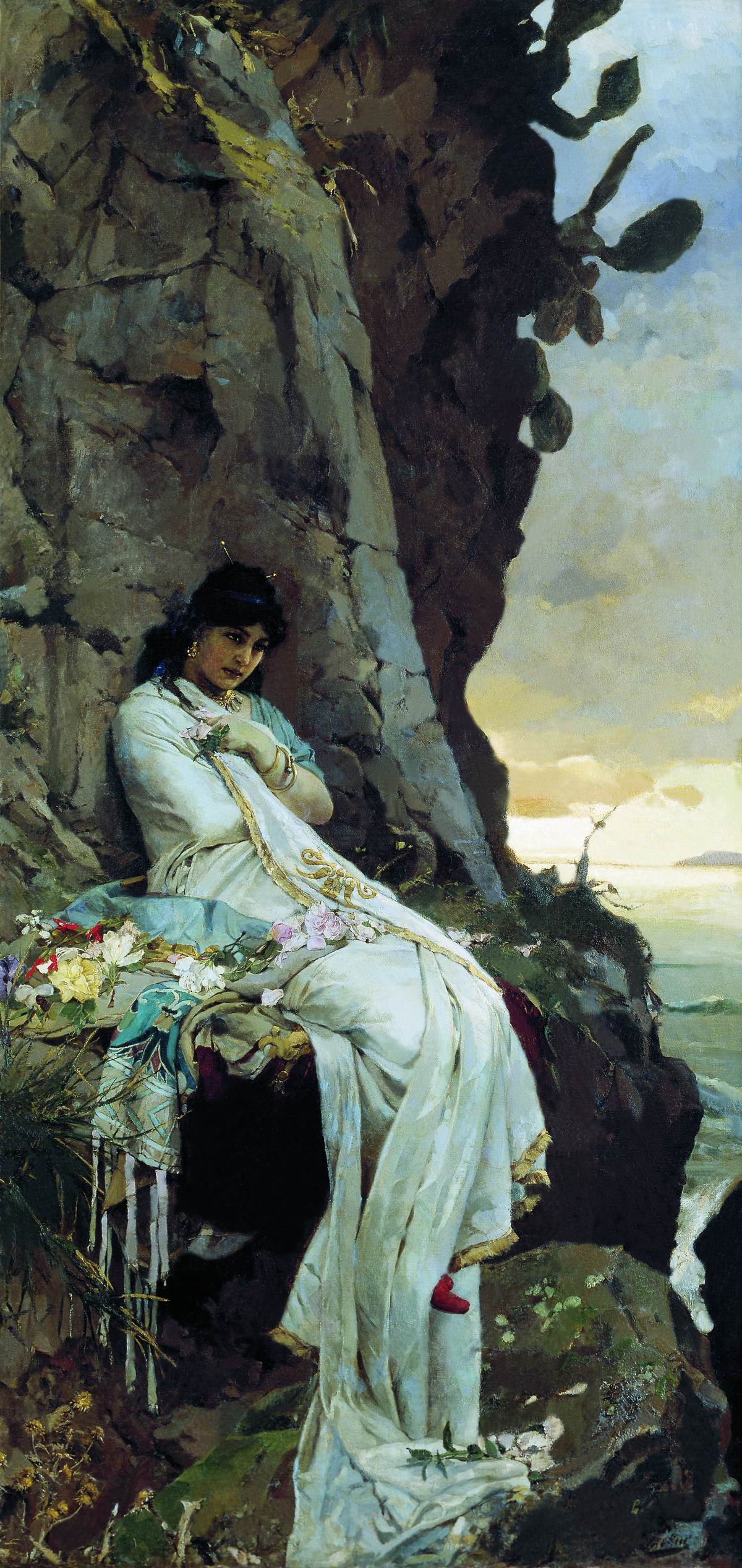
Джулія, дочка Августа, у вигнанні
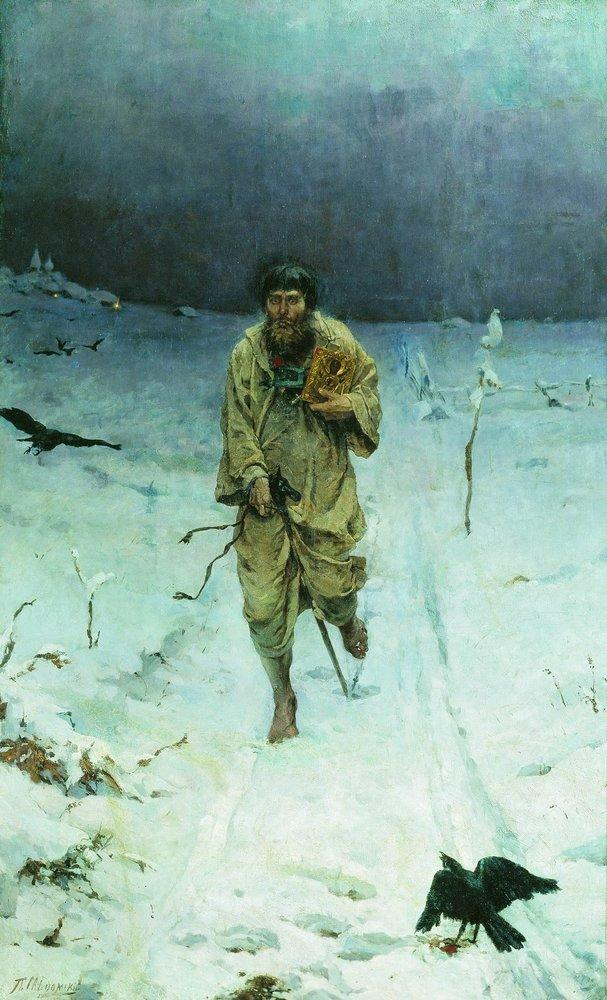
Юродивий
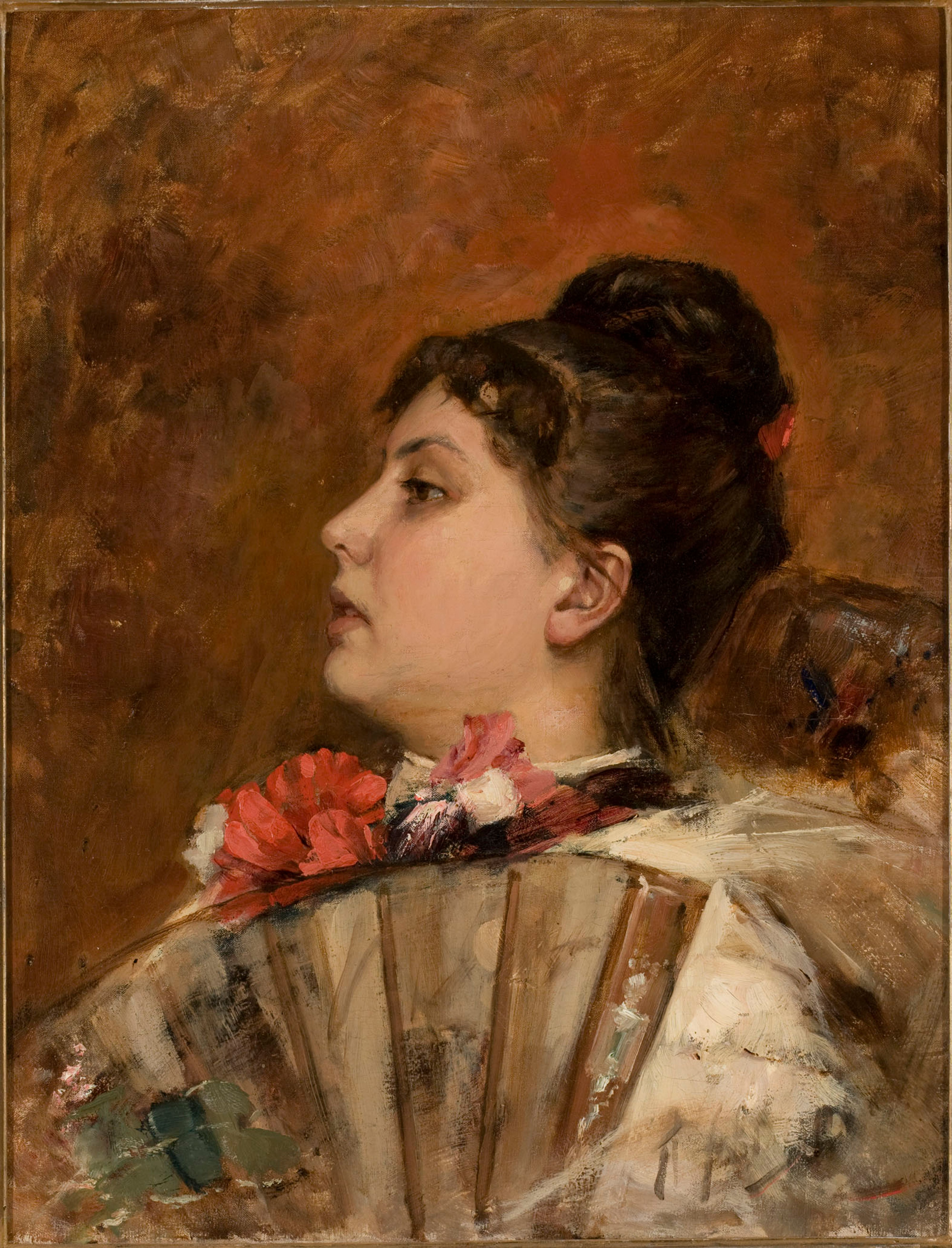
Кенаалітар Тетяна Петрівна
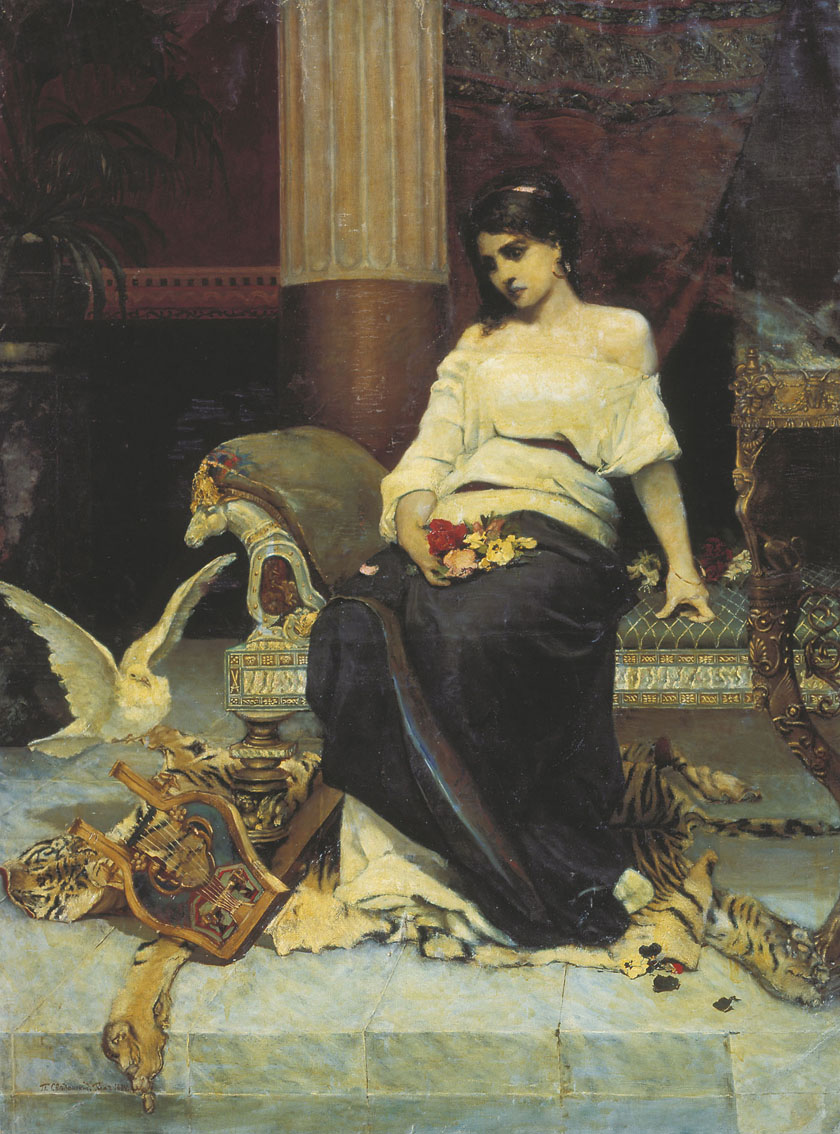
Самотня римська жінка

Картина «Юродивий» зберігається в Кіровоградському обласному художньому музеї, її передала в музей онука історика мистецтва Адріана Прахова.

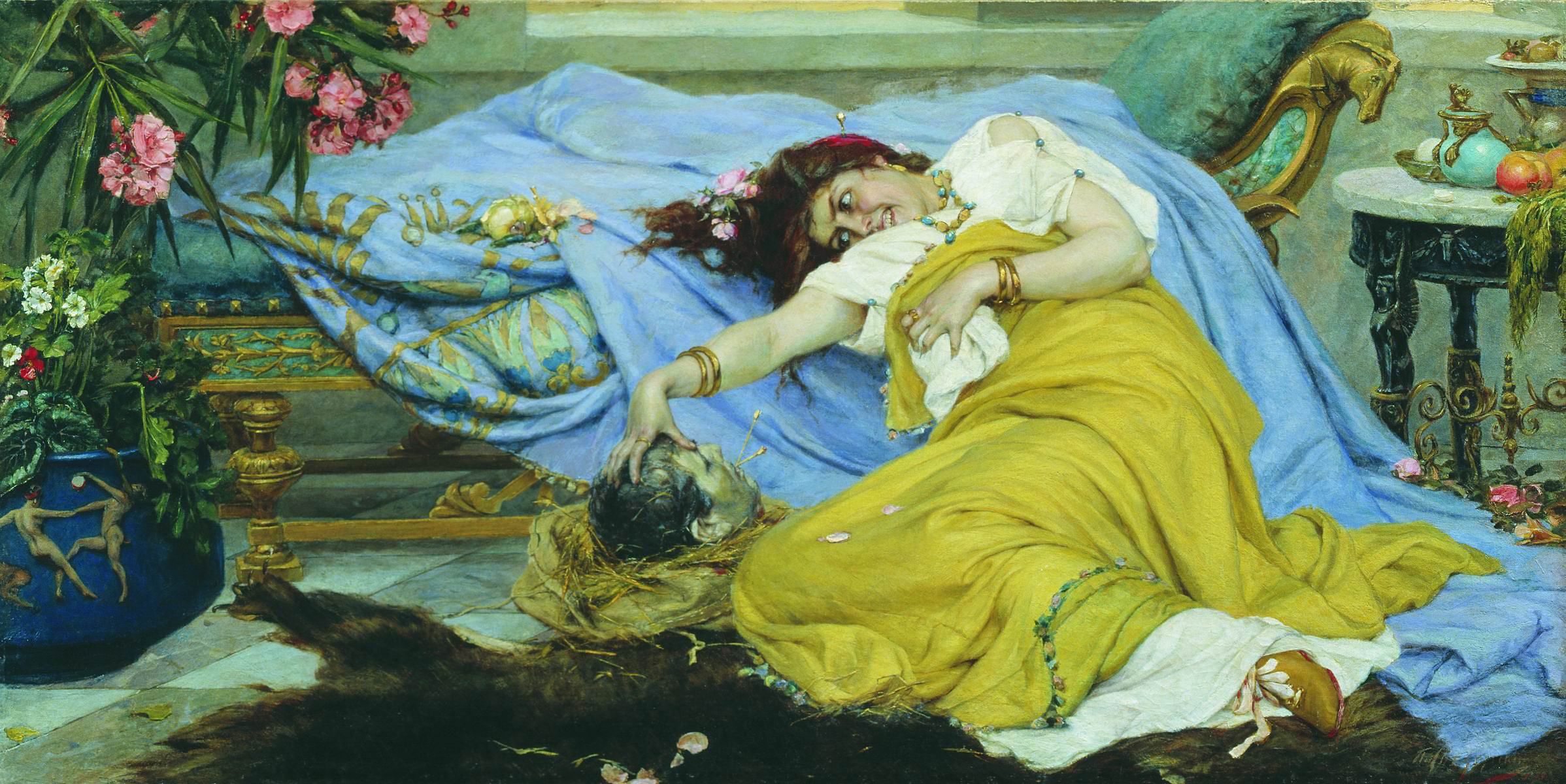
Фулвія з головою Цицерона
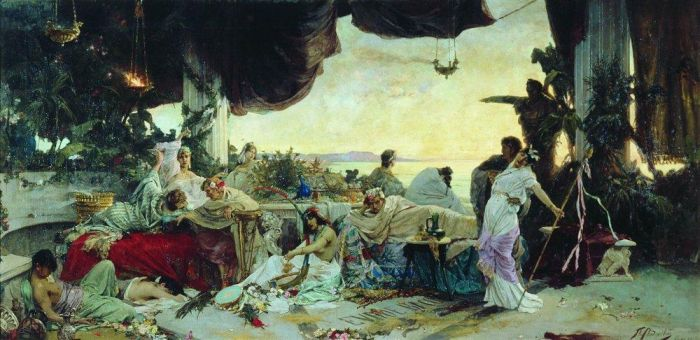
Оргія
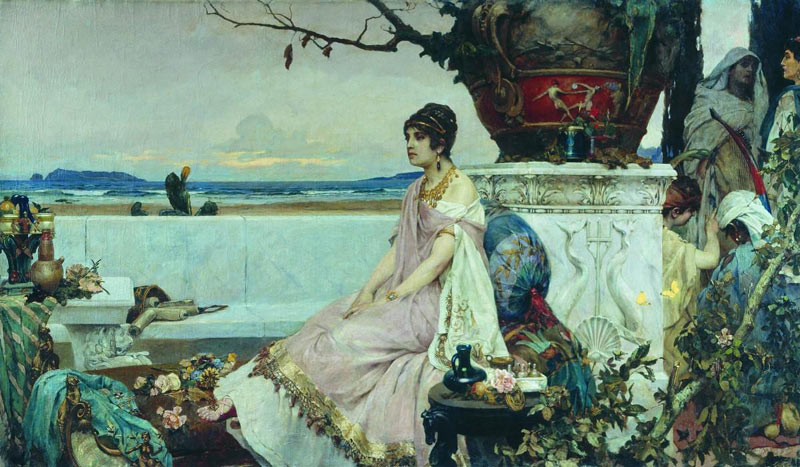
Римська жінка
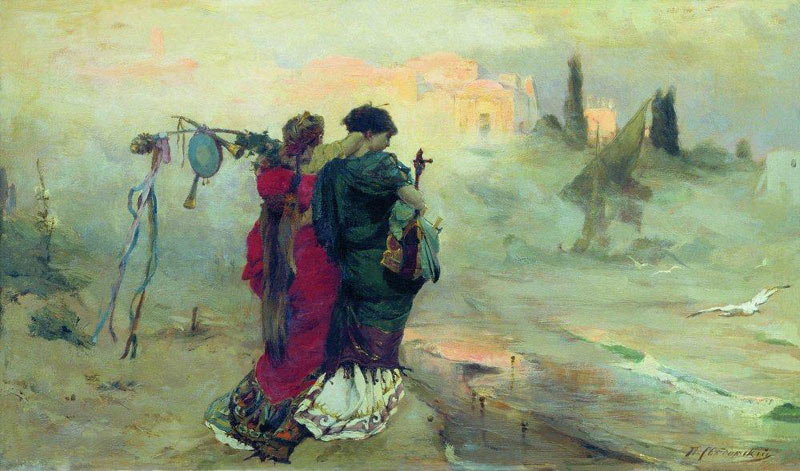
Мандрівні музики